# Миры Будды

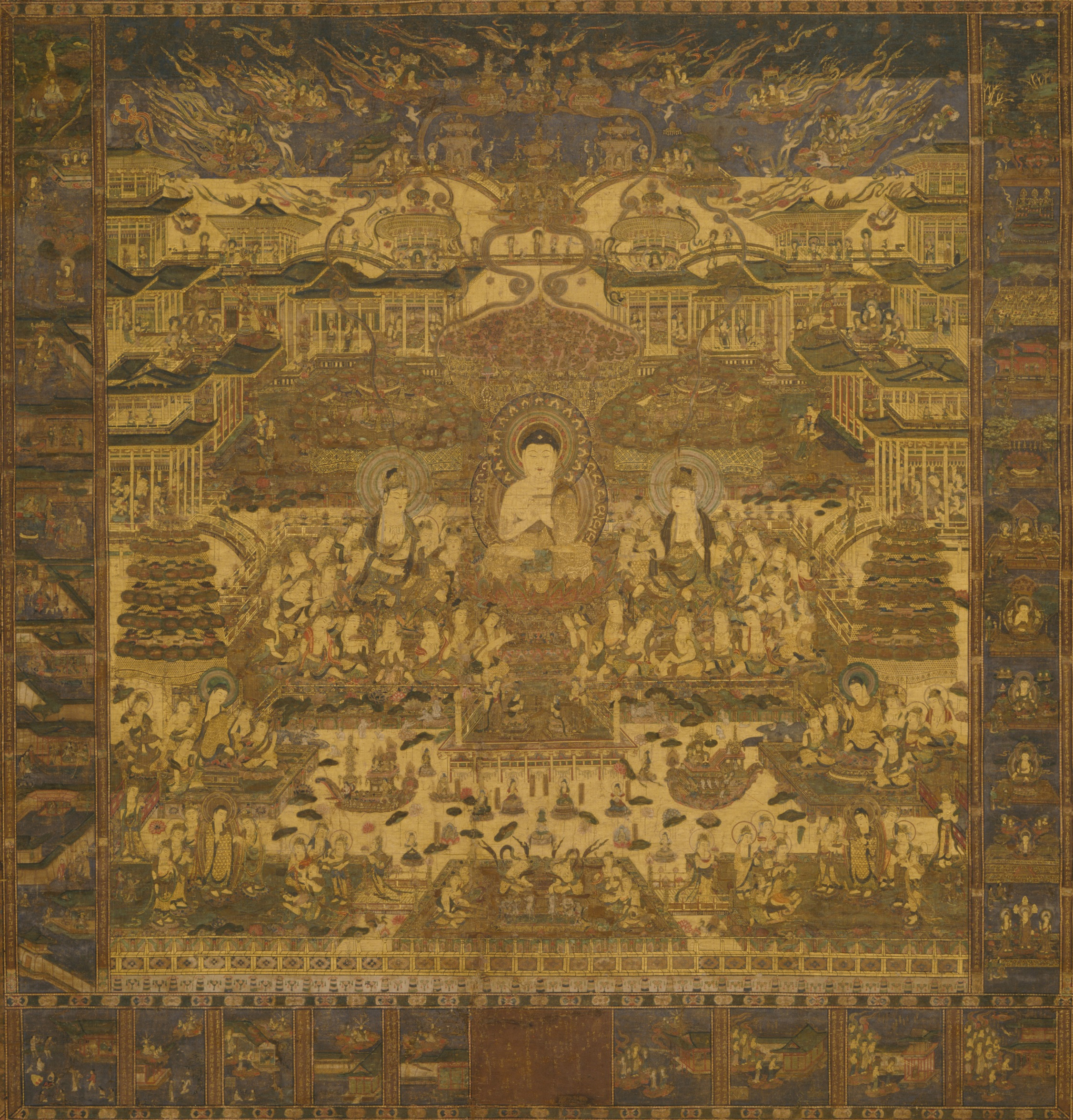

Миры Будды —  Поля Будды  (буддха кшетра, санскр. बुद्धक्षेत्र IAST: buddhakṣetra;  пали: buddhakkhetta, будда-кшетта), — блаженные,  чистые миры,  в буддизме Mахаяны иначе называемые Земли Будды (кит. трад. 佛土, пиньинь fótǔ, палл. фоту; яп. 仏土 буцудо, тиб. སངས་རྒྱས་ཀྱི་ཞིང་ Sang-rGyas kyi-zhing, Сангье Кьи Щинг), также представляющиеся как  Чистые Земли (кит. трад. 净土, пиньинь Jìngtǔ, палл. Цзинту; яп. 浄土, じょうど, Jōdo, Дзё:до;  кор. 정토, Jeongto, Чонтхо; вьет. Tịnh độ, Тинь до; тиб. དག་ཞིང dag zhing, Даг Щинг), —  вариант параллельных миров, очищенных мыслями Будды и превращённых в подобие рая, либо созданных медитацией. Эти миры населяют исключительно святые, будды и бодхисаттвы. Время в них течёт по разному: час в одном из миров может соответствовать году в другом. 
Среди множества миров Будды выделяется один из самых совершенных, получивший название Сукхавати («Земля Блаженства»), — Чистая Земля будды Амитабхи.